# Nicholas Sprenger
Nicholas Sprenger (ur. 14 maja 1985 w Brisbane) – australijski pływak specjalizujący się głównie w stylu dowolnym.
Wicemistrz olimpijski z Aten w sztafecie 4 × 200 m stylem dowolnym, uczestnik Igrzysk Olimpijskich w Pekinie (12. miejsce na 200 m stylem dowolnym). Mistrz świata z Barcelony i brązowy medalista z Montrealu w sztafecie 4 × 200 m stylem dowolnym. Mistrz świata na krótkim basenie z Manchesteru i wicemistrz z Indianapolis w sztafecie 4 × 200 m stylem dowolnym.